# 자일리톨
자일리톨(영어: xylitol) 또는 크실리톨(←핀란드어: Ksylitoli 크쉴리톨리[*])은 자일로스를 가공하여 만든, 알코올계의 당으로 설탕 대용품이나 치아 관리용품에 이용되는 물질이다. 화학식은 (CHOH)3(CH2OH)2이다.
같은 질량의 자당과 같은 정도의 단맛이 나지만 칼로리는 자당의 60% 정도이다. 자당, 포도당, 과당 등의 육탄당과는 달리 자일리톨은 오탄당으로 뮤탄스균(S.mutans; 충치의 주요 원인균)이 당을 발효시키지 못해 산의 생성이 불가능하기 때문에 충치 예방과 치아를 보호하거나 손상된 치아 표면을 복원하는데 도움을 주며, 인슐린이 소모되지 않기 때문에 당뇨병 환자의 설탕 대용으로 사용된다. 자당과는 약간 다른 단맛을 낸다.
비슷한 효과를 지닌 성분으로는 솔비톨이 있다.
EU 내에서 음식 첨가제로 사용될 때 자일리톨의 E 번호는 E967이다.

## 역사
독일의 화학 교수인 에밀 피셔와 그의 조수 루돌프 슈타헬은 1890년 9월 밤나무 나무 조각에서 새로운 화합물을 분리했고 그것을 자일리톨의 독일어 단어인 자일리트라고 이름 지었다. 다음 해, 프랑스 화학자 M.G. 베르트랑은 밀과 귀리 짚을 가공하여 자일리톨 시럽을 분리했다. 제2차 세계 대전 동안 설탕 배급은 설탕 대체물에 대한 관심으로 이어졌다. 자일리톨과 다른 폴리올에 대한 관심이 집중되어 특성화 및 제조 방법으로 이어졌다.

## 구조, 생산, 상업
자일리톨은 3개의 5탄소 당 알코올 중 하나이다. 다른 것들은 아라비톨과 리비톨이다. 이 세 가지 화합물은 세 가지 2차 알코올 그룹의 입체 화학과는 다르다.
5-carbon sugar alcohols
- 아라비톨
- 리비톨
- 자일리톨

자일리톨은 자두, 딸기, 콜리플라워, 그리고 호박에 소량 자연적으로 존재한다; 인간과 많은 다른 동물들은 탄수화물의 신진대사 동안 소량의 자일리톨을 만든다. 대부분의 설탕의 알코올과는 달리, 자일리톨은 키랄이다. 펜탄-1,2,3,4,5-펜톨의 대부분의 다른 이성질체는 키랄이지만 자일리톨은 대칭면을 가지고 있다.
산업 생산은 자일란이 추출된 리그노셀룰로스 바이오매스에서 시작된다. 생물량 원료에는 경목, 연목 및 옥수수, 밀 또는 쌀을 가공한 농업 폐기물이 있다. 혼합물은 산으로 가수분해되어 자일로스를 생성한다. 자일로스는 크로마토그래피에 의해 정제된다. 정제된 자일로스는 라니 니켈 촉매를 사용하여 촉매적으로 자일리톨로 수소화된다. 전환은 당(자일로스, 알데하이드)을 1차 알코올인 자일리톨로 바꾼다.
자일리톨은 산업 발효를 통해서도 얻을 수 있지만, 이 방법론은 위에서 설명한 산 가수 분해/크로마토그래피 경로만큼 경제적이지 않다. 발효는 박테리아, 곰팡이 또는 효모, 특히 칸디다 트로피칼리스에 의해 영향을 받는다. 미국 에너지부에 따르면 폐기된 바이오매스에서 발효를 통한 자일리톨 생산은 상업에 가장 가치 있는 재생 가능한 화학물질 중 하나이며 2025년에는 14억 달러 규모의 산업이 될 것으로 예상된다.

## 사용성
자일리톨은 약물, 건강 보조 식품, 과자, 치약, 그리고 껌과 같은 제조된 제품에서 설탕 대체물로 사용되지만, 일반적인 가정용 감미료는 아니다. 자일리톨은 동화와 신진대사가 인슐린과 독립적이기 때문에 혈당에 미치는 영향은 미미하다. 그러나 이것은 미국과 다른 곳에서 식품 첨가물로 승인되기도 했다.
자일리톨은 코 세척을 위한 식염수의 첨가제로도 쓰이며 만성 축농증 증상 개선에 효과가 있는 것으로 보고된 바가 있다.
자일리톨은 또한 직물에 통합되어 냉각 직물을 생산할 수 있다. 땀과 같은 수분이 직물에 내장된 자일리톨과 접촉하면 냉각감을 생성한다.

## 식품 특성
영양, 맛, 요리
사람은 자일리톨을 수크로스보다 더 느리게 흡수하고, 자일리톨은 동일한 양의 수크로스보다 40% 더 적은 칼로리를 공급한다.
자일리톨은 수크로스와 거의 같은 단맛을 가지고 있지만, 소르비톨과 만니톨과 같은 유사한 화합물보다 더 달콤하다.
자일리톨은 베이킹에 사용될 만큼 충분히 안정적이지만, 자일리톨과 다른 폴리올은 열에 더 안정적이기 때문에 설탕처럼 캐러멜화되지 않는다. 음식에 사용될 때, 이것들은 혼합물의 응고점을 낮춰준다.

식품 위험성
정상적인 소비 수준에 대해 대부분의 사람들에게 심각한 건강상의 위험은 존재하지 않는다. 유럽 식품 안전 당국은 자일리톨의 일일 섭취량을 제한하지 않았다. 모든 폴리올이 다량으로 소화기 계통에 미치는 부작용 때문에, 자일리톨은 유럽 연합에서 청량 음료에서 금지되어 있다. 유사하게, 유럽 연합 식품 과학 위원회가 "하루에 50g의 자일리톨을 섭취하면 설사를 일으킬 수 있다"고 언급한 1985년 보고서 때문에, 테이블 위 감미료뿐만 아니라 자일리톨을 함유한 다른 제품들도 "과다한 섭취는 설사를 유발할 수 있다"는 경고를 표시하도록 요구된다.

신진대사
자일리톨은 미국과 유럽 연합의 식품 표시 규정에 따라 자일리톨 1그램 당 2.4 칼로리의 식품 에너지를 가지고 있다. 실제 가치는 대사 요인에 따라 달라질 수 있다.
간은 주로 흡수된 자일리톨을 활성화한다. 사람의 주요 대사 경로는 자일리톨을 D-자일룰로스로 변환하는 비특이적 NAD 의존적 탈수소효소(폴리올 탈수소효소)를 통해 세포질에서 발생한다. 특정 자일루로키네이스는 D-자일룰로스 5-인산으로 인산화한다. 그런 다음 이것은 추가 처리를 위해 오탄당 인산 경로로 이동한다.
섭취된 자일리톨의 약 50%는 장을 통해 흡수된다. 장에 흡수되지 않는 나머지 50% 중에서, 사람의 경우, 장에 남아 있는 자일리톨의 50~75%가 장내 세균에 의해 짧은 사슬의 유기산과 가스로 발효되어 위장을 생성할 수 있다. 발효를 빠져나가는 남은 흡수되지 않은 자일리톨은 대부분 대변에 그대로 배설된다; 섭취된 100g당 2g 미만의 자일리톨이 소변을 통해 배설된다.
자일리톨 섭취는 또한 모틸린 분비를 증가시키며, 이는 자일리톨의 설사를 유발하는 능력과 관련이 있을 수 있다. 자일리톨의 소화성은 떨어지지만 발효성은 있는 성질 또한 변비 해소 효과에 기여한다.

## 건강에 미치는 영향
치과진료
연구에서는 탄수화물, 구강 세균, 치아 해부학, 상호 작용 시간을 치과 카리에스의 주요 병리학적 병인으로 확인했다. 수크로스는 다양한 구강 세균이 불용성 다당류와 산을 생산하는 기질이기 때문에 인간이 섭취하는 가장 많은 탄수화물로 여겨진다. 주요 병리학적 세균인 Streptococcus mutans는 수크로스로부터 다당류(글루칸)를 합성하여 치아 표면에 부착한다. 그 결과 두꺼운 플라크는 혐기성이 되고 플라크 박테리아는 당을 발효시켜 산성 환경을 만들어 외부 치아 에나멜을 용해시킨다.
자일리톨은 5개의 탄소-폴리올을 포함하는 당 알코올로, 자일리톨 5-인산을 생성하는 S. 뮤탄스의 포스포-에놀피루브산-포스포-전이효소 경로를 통해 대사된다. 자일리톨 5-인산은 포스포프럭토키네이스와 경쟁하므로 포도당 6-인산의 축적을 통해 해당과정의 억제를 초래한다. 자일리톨을 오랜 기간 동안 사용하면서, S. 뮤탄스는 효소 활성을 바꾼다.
자일리톨과 소르비톨이 함유된 껌을 씹는 것은 카리에스의 발달에 영향을 미칠 수 있다. 자일리톨이 함유된 껌은 모든 프로토콜에서 항카리제닉 특성을 보였지만, 이 효과가 타액 흐름의 증가 때문인지는 불분명했다. Cochrane 리뷰에 따르면 자일리톨이 함유된 플루오르화 치약은 플루오르화 치약과 비교했을 때 긍정적인 항카리제닉 효과가 있다고 제안되었지만, 다른 자일리톨이 함유된 제품이 유아, 어린이 또는 성인의 카리에스를 예방할 수 있는지 여부를 판단할 수 있는 충분한 증거가 없었다.

귓병
2011년 EFSA는 자일리톨로 단 껌이 급성 중이염(AOM)으로도 알려진 빠른 발병으로 중이염을 예방할 수 있다는 주장을 "충분히 뒷받침할 증거가 부족하다"고 결론 내렸다. 2016년 리뷰는 껌이나 시럽에 있는 자일리톨이 건강한 아이들의 AOM을 예방하는 데 중간 정도의 효과가 있을 수 있다고 지적했다. 이 방법은 건강한 어린이의 귀 통증 위험을 25%까지 낮추는 기존 치료법(예: 항생제)의 대안이 될 수 있다. 비록 귀 통증 치료법으로 사용될 수 있다는 확실한 증거는 없다.

당뇨병
2011년, EFSA는 자일리톨 또는 유사한 설탕 대체물을 함유한 음식이나 음료가 설탕을 함유한 음식이나 음료에 비해 낮은 혈당과 낮은 인슐린 반응을 유발한다는 마케팅 주장을 승인했다. 자일리톨 제품은 자일리톨이 수크로스보다 칼로리가 40% 더 낮기 때문에 체중 조절을 위한 수크로스 대체물로 사용된다(수크로스의 경우 4.0 kcal/g에 비해 2.4 kcal/g). 자일리톨의 혈당 지수(GI)는 포도당에 대한 혈당 지수의 7%에 불과하다.

## 부작용
인간
자일리톨과 다른 폴리올을 다량 섭취할 경우 위장 장애, 설사, 과민성 대장 증후군(위 대사 참조)을 포함한 위장 장애를 일으킬 수 있다. 일부 사람들은 저용량에서 부작용을 경험한다. 자일리톨은 일부 설탕 알코올보다 이완 임계값이 낮지만 만니톨과 소르비톨보다 더 쉽게 견딜 수 있다.
자일리톨 섭취가 증가하면 소변에 대한 옥살산염, 칼슘 및 인산염 배설이 증가할 수 있다(각각 옥살뇨, 칼슘 및 인뇨라고 함). 이것들은 신장 결석 질환의 위험 요소로 알려져 있지만, 그럼에도 불구하고 자일리톨은 사람의 신장 질환과 관련이 없다.

개와 다른 동물들
자일리톨은 개에게 독이 된다. 체중 1 킬로그램 당 100 밀리그램의 자일리톨을 섭취하는 것은 개들이 용량 의존적인 인슐린 분비를 경험하게 한다; 용량에 따라 생명을 위협하는 저혈당증을 초래할 수 있다. 자일리톨 독성의 저혈당 증상은 섭취 후 30분에서 60분까지 빠르게 나타날 수 있다. 구토는 일반적인 첫 번째 증상으로, 피곤함과 무통증이 뒤따를 수 있다. 500 mg/kg bw를 초과하는 용량에서 간 기능 부전이 발생할 가능성이 있으며, 파종성 혈관 내 응고와 같은 응고 질환이 발생할 수 있다.
자일리톨은 붉은털원숭이, 말, 쥐에게는 안전하다.
2018년 연구에 따르면 자일리톨은 고양이에서 최대 1000mg/kg의 용량으로 안전하지만, 이 연구는 6마리의 고양이에게만 수행되었으며, 최종적인 것으로 간주되어서는 안 된다.

## 같이 보기
- 감미료
- 자일로스